# 飯島陽一
飯島 陽一（いいじま よういち、1983年9月6日 - ）は、日本のラグビー選手。

## プロフィール
- ハンガリー出身[1]。
- ポジションはロック(LO)、フランカー(FL)。
- 身長 189cm、体重 102kg
- ニックネームはよういち。

## 略歴
高校1年生からラグビーを始めた。
2002年、岡谷工業高校卒業後、大東文化大学に入る。なお岡谷工業高校時代、高校日本代表に選ばれたことがある。
2006年、大東文化大学卒業後、三洋電機ワイルドナイツ（現・パナソニック ワイルドナイツ）に加入。同年9月30日に行われたジャパンラグビートップリーグ第4節のワールドファイティングブル戦にて先発出場で公式戦初出場を果たす。
2008年、日本代表のスコッドに選出された。
2016年9月にトップリーグ100試合出場を達成。
2017年3月、パナソニックを退団した。